# Siergiej Winogradow
Siergiej Aleksandrowicz Winogradow (ros. Сергей Александрович Виноградов, ur. 25 maja 1907 w Chwałyńsku w guberni saratowskiej, zm. 27 sierpnia 1970 w Moskwie) – radziecki polityk, działacz partyjny i dyplomata.

## Życiorys
Od 1926 członek WKP(b), 1929 ukończył Leningradzki Obwodowy Uniwersytet Komunistyczny, do 1934 ukończył 4 kursy Leningradzkiego Uniwersytetu Państwowego, a do 1938 2 kursy Instytutu Czerwonej Profesury, 1938–1939 kierował katedrą marksizmu-leninizmu Akademii Przemysłowej. Od 1939 pracował w Ludowym Komisariacie Spraw Zagranicznych ZSRR, 1940 radca Ambasady ZSRR w Turcji, od 17 września 1940 do 24 lutego 1948 ambasador ZSRR w Turcji, 1948–1949 kierownik Wydziału ds. ONZ Ministerstwa Spraw Zagranicznych ZSRR, 1949–1950 kierownik Wydziału I Europejskiego MSZ ZSRR. Od 1950 do 15 marca 1953 przewodniczący Komitetu ds. Audycji Radiowych przy Radzie Ministrów ZSRR, od marca do lipca 1953 szef Głównego Zarządu Telewizji Ministerstwa Kultury ZSRR, od 7 lipca 1953 do 24 marca 1965 ambasador nadzwyczajny i pełnomocny ZSRR we Francji, od 25 lutego 1956 do 29 marca 1966 członek Centralnej Komisji Rewizyjnej KPZR. Od marca 1965 do czerwca 1967 pracownik aparatu MSZ ZSRR, od 29 sierpnia 1967 do śmierci ambasador nadzwyczajny i pełnomocny ZSRR w ZRA.
Pochowany na cmentarzu Nowodziewiczym.

## Ordery i odznaczenia
- Order Lenina (ZSRR, 5 listopada 1945)[1]
- Order Czerwonego Sztandaru Pracy (ZSRR, czterokrotnie, w tym 3 listopada 1944)
- Komandor Orderu Legii Honorowej (Francja, 2 listopada 1965)